# Mashonaland West
Mashonaland West er en provins i Zimbabwe. Den har et areal på 57.441 km² og en befolkning på omkring 1,2 millioner indbyggere (2002). Chinhoyi er provinsens hovedby.
17°00′S 29°30′Ø / 17°S 29.5°Ø